# Ronnie Browne

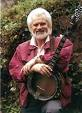
Ronnie Browne (2008)

Ronnie Browne (* 20. August 1937 in Edinburgh, Lothian, Schottland, eigentlich Ronald Grant) ist ein schottischer Folk-Musiker. Er ist ein Gründungsmitglied der Band The Corries.

## Werdegang
Im Jahr 1955 gründete er während seiner Zeit am Edinburgh College of Art als Gitarrist mit Roy Williamson und Bill Smith die Gruppe Corrie Folk Trio. Die Sängerin Paddie Bell stieß 1963 dazu. Nachdem diese 1965 und Smith 1966 die Gruppe verlassen hatten, führten Williamson und Browne ihre Arbeit als Duo fort. Nach Williamsons Tod 1990 setzte er dann seine Arbeit als Solo-Musiker fort. Heute tritt er vor allem als Sänger der inoffiziellen schottischen Hymne Flower of Scotland bei Fußball- und Rugbyspielen auf.

## Soloalben
- 1992: The first Time
- 1994: The kissing Gate
- 1996: Scottish Love Songs
- 1997: Battle Songs & Ballads

### DVD
- The West Highland Way in Four Seasons